# Jürgen Steinkrüger
Jürgen Steinkrüger (* 26. November 1944 in Bad Godesberg; † 15. Februar 2019) war ein deutscher Diplomat.

## Leben
Nach dem Abitur begann Steinkrüger 1964 ein Studium der Rechtswissenschaften an den Universitäten München, Kiel und Freiburg. Nach Abschluss 1970 des Ersten und 1974 des Zweiten Juristischen Staatsexamens studierte er bis 1975 am Bologna-Campus der Johns-Hopkins-Universität Advanced International Studies.
1976 trat Steinkrüger in den Auswärtigen Dienst ein und fand nach der Attachéausbildung sowie der Laufbahnprüfung für den höheren Dienst zunächst von 1978 bis 1981 Verwendung an den Botschaften in Dhaka, Bangladesch und anschließend bis 1985 in Santiago de Chile. Nach einer darauf folgenden Verwendung in der Zentrale des Auswärtigen Amtes in Bonn, war er zwischen 1988 und 1990 Mitarbeiter der Botschaft in der Türkei sowie im Anschluss bis 1995 stellvertretender Referatsleiter im Auswärtigen Amt.
1995 wurde Steinkrüger Ständiger Vertreter des Botschafters in Peru. In der peruanischen Hauptstadt Lima geriet Steinkrüger im Dezember 1996 in Geiselhaft. Die japanische Residenz war anlässlich des Festes zum Nationaltag Japans von Terroristen gestürmt und besetzt worden. Durch die Geiselnahme von mehr als 200 Gästen des japanischen Botschafters (vorwiegend Politiker und Diplomaten) wollte die Terrororganisation Túpac Amaru die Freilassung von Mitstreitern erzwingen. Nach zweitägiger Belagerung wurde der deutsche Botschafter Heribert Wöckel zu Verhandlungszwecken freigelassen. Die Freilassung Steinkrügers und des Entwicklungsreferenten Hannspeter Nintzel erfolgte drei Tage danach. Nach insgesamt fünf Monaten wurde das Ereignis durch ein Einsatzkommando beendet. Eine Geisel starb während der Rettungsoperation an Herzversagen. Die restlichen Geiseln blieben unversehrt, während alle Geiselnehmer zu Tode kamen.
Nach Beendigung der dortigen Tätigkeit fungierte er von 1999 bis 2000 als Generalkonsul in Zürich und war anschließend Mitarbeiter der Botschaft in der Schweiz, ehe er zwischen 2003 und 2006 als Ständiger Vertreter des Botschafters in das politisch kritisch werdende Venezuela versetzt worden war.
2006 wurde Steinkrüger als Nachfolger von Rainald Roesch Botschafter in El Salvador und behielt dieses Amt bis zu seinem Eintritt in den Ruhestand 2009. Jürgen Steinkrüger war Träger des Großkreuzes mit Silberstern des Nationalordens Jose Matias Delgado und Kommandeur des Ordens der Sonne von Peru.
Jürgen Steinkrüger war verheiratet und Vater von vier Kindern. Er verstarb Mitte Februar 2019 und wurde am 26. Februar 2019 nach den Exequien in St. Martin in Muffendorf auf dem Südfriedhof in Köln-Zollstock beigesetzt.